# Калифорнијски залив
Калифорнијски залив (шп. Golfo de California), такође познат и као Кортесово море (шп. Mar de Cortés) је залив Тихог океана стешњен између полуострва Доња Калифорнија на западу и континенталног дела Мексика на истоку (савезне државе Сонора и Синалоа). Реке које се уливају у Калифорнијски залив су Колорадо, Фуерте, Мајо, Синалоа, Сонора и Јаки. Површина залива је око 160.000 km2 (62.000 sq mi). Максималне дубине прелазе 3.000 m (9.800 ft) због сложене геологије, повезане са тектоником плоча.
Открио га је 1539. поморац Франсиско Уљоа (шп. Francisco Ulloa) и дао му име у част шпанског конкистадора Ернана Кортеса. Мелчор Дијаз (шп. Melchor Díaz) је детаљно истражио то подручје 1540, а експедиција је истраживање даље наставила уз реку Колорадо, највећу притоку залива.
Калифорнијски залив има јединствен и веома богат екосистем и дом је за преко 5.000 различитих врста. Због тога је 2005. уврштен на Унескову листу светске баштине.

## Геологија
Калифорнијски залив је настао пре око 5,3 милиона година услед одвајања полуострва Доња Калифорнија од остатка северноамеричке тектонске плоче, при чему је формиран тектонски ров који је испуњен водом. Сам залив је само део далеко дужег тектонског рова који се на северу преко долине реке Колорадо и Сонорске пустиње веже на расед Сан Андреас у Калифорнији, односно простире се до града Индио. Продирање морске воде ка унутрашњости спречава наносна делта реке Колумбије која делује попут природне преграде. Осим тога, хидротермални отвори због тектонског режима проширења, који су повезани са отварањем залива, налазе се у Баја де Консепсион, Јужна Доња Калифорнија.
Подручје залива је подложно интензивној вулканској и сеизмичкој активности.

## Географија
Према подацима Међународне хидрографске организације Калифорнијски залив се на југу протеже до линије између рта Пјастла на истоку (23°38'СГШ) и крајњег југа полуострва Доња Калифорнија. Дужина залива од севера ка југу је 1.126 km, ширина се креће од 48 до 241 km, што даје акваторију укупне површине од око 177.000 km². Просечна дубина је 818,08 м и креће се до максимално 3.000 m. У заливу се налази количина воде од око 145.000 km³.
Температура воде креће се од око 16 °C зими до 24 °C у летњим месецима. Температура воде по правилу је увек виша у приобалним деловима него на отвореном мору. Међутим у северном делу залива током зиме температура воде може да се спусти и испод 8 °C што се јако негативно одражава на живи свет у том делу акваторије (посебно на популацију микроскопских организама). Салинитет на површини износи у просеку између 3,5 до 3,58‰. Салинитет је знатно већи у северном делу залива услед интензивнијег испаравања.
Једна призната транзициона зона се назива југозападно полуострво Kалифорнијског залива. Прелазне зоне постоје између фауналних региона и обично варирају за сваку појединачну врсту. (Фаунални региони се разликују на основу специфичних врста животиња које се тамо налазе.)

### Острва
Залив садржи 37 великих острва - два највећа су Анхел де ла Гуарда и Тибурон. Већина острва налази се на западној страни залива. Заправо, многа острва у заливу су резултат вулканских ерупција које су се догодиле током ране историје Доње Калифорније. Сматра се да су острва Маријас, Сан Франциско и Партида резултат таквих ерупција. Формације острва, међутим, не зависе једна од друге. Свако од њих је настало као резултат појединачне структуралне појаве. Неколико острва, укључујући Коронадос, су дом вулкана.
Залив има више од 900 острваца и острва која заједно имају око 420 хектара. Сва она у целини проглашени су „Резерватом подручја и уточиштем миграторних птица и дивљих животиња“ 2. августа 1978. У јуну 2000. године, острва су проглашена за заштићено подручје флоре и фауне. Поред овог напора мексичке владе, због свог значаја и признања широм света, сва острва у заливу су такође део међународног програма „Човек и биосфера“ (MAB) и део су Светске мреже резервата Унескове биосфере као специјалне биосфере резерве. Због огромног пространства које покрива ово савезно заштићено подручје, очување и управљање се спроводе кроз систем од четири регионална директората (по један по држави која се граничи са Калифорнијским заливом). Рад директне и индиректне конзервације на острвима регулисан је јединственим програмом управљања, објављеним 2000. године, који је допуњен локалним и специфичним програмима управљања. Управа за заштићено подручје дивљих животиња Калифорнијских острва у Калифорнијском заливу је одговорна за 56 острва која се налазе уз обалу државе. Она су груписана у четири архипелага: Сан Луис Гонзага или Зачарани, Анђео чувар, Баија де лос Анђелес и Сан Лоренцо.

## Клима

### Ваздух
Иако су обале залива углавном заштићене од непрекидног таласног удара који доживљава већина других северноамеричких обала, олује познате као „чубаско“ могу да изазову значајну штету на обалама, упркос њиховој краткоћи.

### Океан
Дубина воде помаже у одређивању њене температуре. На пример, на мале дубине директно утиче локална температура ваздуха, док су дубље воде мање подложне променама температуре ваздуха. Температура воде у заливу углавном је најнижа на 16 °C (61 °F) зими и највиша на 24 °C (75 °F) лети. Температуре могу знатно да варирају у заливу, а вода је скоро увек топлија уз обалу од отвореног океана. На пример, воде око Ла Паза достижу 30 °C (86 °F) у августу, док воде у суседном граду Кабо Сан Лукасу достижу само 26 °C (79 °F).
Повремено северни залив проће кроз знатно хладне зиме. Вода у северном заливу понекад може пасти испод 8 °C (46 °F), што може довести до великог одумирања морских организама. Животиње које су најподложније великом смањењу температуре воде укључују макроскопске алге и планктон.
| Јан         | Феб         | Мар         | Апр         | Мај         | Јун         | Јул         | Авг         | Сеп         | Окт         | Нов         | Дец         |
| ----------- | ----------- | ----------- | ----------- | ----------- | ----------- | ----------- | ----------- | ----------- | ----------- | ----------- | ----------- |
| 63 °F 17 °C | 61 °F 16 °C | 63 °F 17 °C | 66 °F 19 °C | 70 °F 21 °C | 73 °F 23 °C | 79 °F 26 °C | 82 °F 28 °C | 82 °F 28 °C | 79 °F 26 °C | 73 °F 23 °C | 66 °F 19 °C |

| Јан         | Феб         | Мар         | Апр         | Мај         | Јун         | Јул         | Авг         | Сеп         | Окт         | Нов         | Дец         |
| ----------- | ----------- | ----------- | ----------- | ----------- | ----------- | ----------- | ----------- | ----------- | ----------- | ----------- | ----------- |
| 66 °F 19 °C | 66 °F 19 °C | 70 °F 21 °C | 73 °F 23 °C | 77 °F 25 °C | 81 °F 27 °C | 82 °F 28 °C | 85 °F 30 °C | 82 °F 28 °C | 81 °F 27 °C | 75 °F 24 °C | 70 °F 21 °C |

| Јан         | Феб         | Мар         | Апр         | Мај         | Јун         | Јул         | Авг         | Сеп         | Окт         | Нов         | Дец         |
| ----------- | ----------- | ----------- | ----------- | ----------- | ----------- | ----------- | ----------- | ----------- | ----------- | ----------- | ----------- |
| 68 °F 20 °C | 66 °F 19 °C | 66 °F 19 °C | 66 °F 19 °C | 68 °F 20 °C | 70 °F 21 °C | 75 °F 24 °C | 79 °F 26 °C | 79 °F 26 °C | 79 °F 26 °C | 75 °F 24 °C | 72 °F 22 °C |

## Карактеристике обала
У приморју Калифорнијског залива издвајају се три типа обала: стеновите, песковите и наносне обале. Највиши плимски таласи су у северном делу залива и достижу висину до 5 m. У највећем делу залива доминира мешовити полудневни систем плиме и осеке.
У заливу се налази укупно 37 острва, од којих је већина малих димензија. Већина острва се налази уз полуострвски део обале и већина је вулканског порекла. Највећа острва су Анхел де ла Гварда и Тибурон. На острву Коронадо се налази активни вулкан.
Најважније реке које свој ток завршавају у Калифорнијском заливу су Колумбија, Рио Фуерте, Рио Мајо, Синалоа, Рио Сонора и Рио Јаки.

## Живи свет
Калифорнијски залив се одликује разноврсним и јединственим живим светом. У северном делу залива живи угрожена врста Калифорнијске морске свиње (Phocoena sinus), а ту су још и грбави китови, сиви кит, кит убица, Dermochelys coriacea, плави кит итд. Повремено у водама залива се могу пронаћи и примерци кита перајара и уљешуре.